# Edmund Kloeppel
Edmund Kloeppel (* 23. November 1871 in Koblenz; † 2. März 1926 in Leverkusen) war ein deutscher Jurist und Chemiker.

## Leben
Kloeppel wurde 1871 als Sohn des Rechtsanwalts und späteren Reichstagsabgeordneten Peter Kloeppel in Koblenz geboren. Aufgewachsen ist er in Berlin, Jena, Koblenz, Köln und Leipzig. 1890 bestand er sein Abitur an der Thomasschule zu Leipzig.
Danach studierte er Rechtswissenschaften und Chemie an der Universität Leipzig und der Ruprecht-Karls-Universität Heidelberg. Er wurde 1893 in Heidelberg zum Dr. phil. (Dissertation: Ueber jodierte und jodosierte p-Toluylsauren. Versuche zur Darstellung jodosierter Benzolsulfosauren) und 1896 in Leipzig zum Dr. iur. (Dissertation: Der Licenzvertrag. Eine Patentrechtliche Untersuchung) promoviert. Danach arbeitete er für die Farbenfabrik Elberfeld, vorm. Friedr. Bayer & Co. in Leverkusen. 1897 heiratete er Else zur Strassen, Schwester des Zoologen Otto zur Strassen. 1901 erhielt er Prokura und 1911 wurde er stellvertretendes Vorstandsmitglied der Firma.
1912 wurde er mit dem Titel Professor ausgezeichnet. Im Jahr 1918 erhielt er das Eiserne Kreuz am weißschwarzen Bande. 1921 wurde er Ehrendoktor (Dr.-Ing. h. c.) der Technischen Hochschule Breslau. 1920 habilitierte er sich an der Universität zu Köln und wurde zum Privatdozenten für Gewerblichen Rechtsschutz ernannt. 1922 wurde er außerordentlicher Professor.

## Schriften
- Ueber jodirte und jodosirte p-Toluylsäuren. J.B. Hirschfeld, Leipzig 1893. (= zugleich Dissertation, Universität Heidelberg, 1893); veröffentlicht in: Berichte der deutschen chemischen Gesellschaft 26 (1893) 2, S. 1733–1738. doi:10.1002/cber.189302602110
- Der Licenzvertrag. Eine Patentrechtliche Untersuchung. Veit, Leipzig 1896. (= zugleich Dissertation, Universität Leipzig, 1896) (Digitalisat)
- Patentrecht und Gebrauchsmusterrecht. Kurzes Handbuch zur Einführung in dieses Rechtsgebiet für jüngere Juristen. Heymann, Berlin 1908. (Digitalisat)
- Die Grundlagen des Markenschutzes. Beiträge zur Reform des Warenzeichengesetzes. Rothschild, Berlin 1911.